# Lineth Beerensteyn
Lineth Beerensteyn, RON (Hága, 1996. október 11. –) Európa-bajnok és világbajnoki ezüstérmes holland női válogatott labdarúgó. A német Bayern München védőjátékosa.

## Pályafutása

### A válogatottban
Daniëlle van de Donk-ot váltotta bemutatkozásakor a 78. percben 2016. június 4-én a Dél-afrika ellen 1-0 arányban megnyert mérkőzésen.

## Sikerei

### Klubcsapatokban
Holland kupagyőztes (2):
- ADO Den Haag (2): 2012–13, 2015–16

 Belga-Holland szuperkupa ezüstérmes (1):
- ADO Den Haag (2): 2012–13

### A válogatottban
Hollandia
- Európa-bajnok: 2017
- Világbajnoki ezüstérmes: 2019
- U19-es női Európa-bajnok: 2014
- Algarve-kupa győztes: 2018